# Mve I
Mve I est une localité de la région du Centre au Cameroun, localisée dans la commune d'Awaé et le département de la Méfou-et-Afamba.

## Population
En 1965 Mve I comptait 488 habitants, principalement des Bamvele.
Lors du recensement de 2005, ce nombre s'élevait à 425.